# Internazionali di Tennis Castel del Monte
El Internazionali di Tennis Castel del Monte es un torneo profesional de tenis. Pertenece al ATP Challenger Series. Se juega desde el año 2013 sobre pistas duras bajo techo, en Andría, Italia.

## Palmarés

### Individuales
| Año  | Campeón           | Finalista            | Resultado     |
| ---- | ----------------- | -------------------- | ------------- |
| 2013 | Márton Fucsovics  | Dustin Brown         | 6:3, 6:4      |
| 2014 | Ričardas Berankis | Nikoloz Basilashvili | 6:4, 1:0 ret. |
| 2015 | Ivan Dodig        | Michael Berrer       | 6:2, 6:1      |
| 2016 | Luca Vanni        | Matteo Berrettini    | 5:7, 6:0, 6:3 |

### Dobles
| Año  | Campeones                         | Finalistas                      | Resultado          |
| ---- | --------------------------------- | ------------------------------- | ------------------ |
| 2013 | Philipp Oswald Andreas Siljeström | Alessandro Motti Goran Tošić    | 6:2, 6:3           |
| 2014 | Patrick Grigoriu Costin Pavăl     | Roman Jebavý Andreas Siljeström | 7:64, 6:74, [10:5] |
| 2015 | Marco Chiudinelli Frank Moser     | Carsten Ball Dustin Brown       | 7:65, 7:5          |
| 2016 | Wesley Koolhof Matwé Middelkoop   | Roman Jebavý Zdeněk Kolář       | 6:3, 6:3           |